# IPad (vierde generatie)
De vierde generatie iPad werd op 23 oktober 2012, amper 6 maanden na de aankondiging van de derde generatie iPad, door Apple Inc. geïntroduceerd. Deze nieuwe versie kreeg als werktitel de 'iPad met Retina-display' mee. Deze vierde generatie van de iPad heeft als vernieuwing de Apple A6X-chip, de lightning-connector, wereldwijde LTE-dekking en een FaceTime-camera van 720p. Op 29 januari 2013 kondigde Apple aan dat van dit model ook een versie met een opslagcapaciteit van 128 GB beschikbaar komt. De verkoop van dit model werd gestaakt op 16 oktober 2014